# Раборци
Раборци (на македонска литературна норма: Раборци) е село в община Струмица на Северна Македония.

## География
Селото е разположено югозападно от Струмица.

## История
На километър южно от Раборци е античната и средновековна крепост Василица.
През XIX век селото е чисто българско. В „Етнография на вилаетите Адрианопол, Монастир и Салоника“, издадена в Константинопол в 1878 година и отразяваща статистиката на населението от 1873 година, Раборци (Rabortzi) е посочено като село с 20 домакинства, като жителите му са 76 българи. В статията „Материали по географията. Струмишко“, издадена в продължение през 1896 и 1897 година, митрополит Герасим Струмишки пише, че Раборци е малко селце с 13 къщи, тоест 65 жители, които се занимават със земеделие и скотовъдство, а въпреки че цялото население е под ведомството на Българската екзархия, селото е чифлик на „единъ фанатикъ гъркоманъ“.
Според статистиката на Васил Кънчов („Македония. Етнография и статистика“) от 1900 година селото е населявано от 80 жители, всички българи християни. По данни на секретаря на екзархията Димитър Мишев („La Macédoine et sa Population Chrétienne“) през 1905 година в селото има 80 българи екзархисти.
Според преброяването от 2002 година Раборци има 105 жители, всички северномакедонци. В селото има основно училище „Даме Груев“ и църква „Свети Кирил и Методий“.
Според данните от преброяването през 2021 г. Раборци има 77 жители.